# ドミニク・バラテリ
ドミニク・バラテリ（Dominique Baratelli, 1947年12月27日 - ）は、ニース出身の元サッカー選手で元サッカーフランス代表。ポジションはゴールキーパー。

## 経歴
ニースでリーグ2位に2度なったが、優勝には手が届かなかった。PSGでは通算285試合に出場した。リーグ・アン通算で593試合出場を誇る。
フランス代表に長年召集されたが、召集された試合数の半分以下の試合に出場するに留まった。1978年ワールドカップアルゼンチン大会、1982年ワールドカップスペイン大会に参加、このうちアルゼンチン大会ではアルゼンチンで出場がある。

## タイトル
パリ・サンジェルマンFC
- クープ・ドゥ・フランス : 1982, 1983